# Дембица (хоккейный клуб)
«Дембица» (пол. Uczniowski Klub Hokejowy Dębica) — польский хоккейный клуб из города Дембица. Основан в 1998 году. Выступает в первой хоккейной лиге.

## История
В 1998 году в городе Дембица впервые проходят организованные детские хоккейные тренировки. Вскоре после этого молодые хоккеисты приняли участие в первом мини-турнире по хоккею, который проходил в Варшаве. Молодая команда преподнесла сюрприз, выиграв золотые медали, и игрок клуба Михал Виктор был признан лучшим игроком турнира. С тех пор клуб регулярно участвует во всех турнирах, организованных ПЗХЛ. Клуб, в свою очередь, ежегодно организует Кубок мэра - юношеский турнир. В сезоне 2008/2009 клуб выиграл право на участие в плей-офф квалификации Чемпионата Польши, которые были проведены в Дембице. После ожесточенной конкуренцией со стороны команд Сточнёвец Гданьск и Орлик Ополе, Дембица не смогла пробиться в высшую лигу. В 2007 году один из лучших игроков клуба - Михал Виктор ушёл на правах аренды в клуб Подхале Новы-Тарг. В сезоне 2009/2010 впервые в истории клуб заявился в Центральную Юниорскую лигу. В сезоне 2010/2011 в клуб пришли два новых тренера: Аркадиуж Бурнат и Михал Виктор. Тогда же впервые появилась возможность создать профессиональную команду. В сезоне 2013/2014 клуб впервые заявился в первую лигу.